# 被害者信託基金
被害者信託基金（ひがいしゃしんたくききん、英: Trust Fund for Victims）は、国際刑事裁判所（ICC）によって設立された被害者のための信託基金である。英語での通称は、Trust Fund for Victims。略称は、TFV。　
2003年3月のICC発足後、ICCの運営責任を持つ締約国会議により、ICCの設立条約である国際刑事裁判所規程（ローマ規程）の規定に従って設立された。被害者賠償を補償するための基金が国際法廷によって独自に設けられたのはVTFが初めて。
ICCでは、全審理過程における被害者の参加が規定によって保証されている。これは書記局内に設置された被害者参加及び賠償担当課（VPRS：Victims' Participation and Reparation Section）によって実施され（規程第43条6項）、被害者及び証人の保護についても別途手続きが定められている（規程第68条）。被害者信託基金は、これらの規定を効果的に実施するための保証機構として規程第79条の規定に従って設置された。l

## 目的
国際刑事裁判所（ICC）における審理の実施過程において重大な損害や損傷を受けた被害者に正義が行われることを保証するとともに、紛争や戦争などによって破壊された日常を取り戻すための救済と補償（現状復帰支援）を行うこと。

## 概要
- 裁判所は適当な場合に、被告人が信託基金を「通じて」賠償を為すことを命じることができる。あくまでも、被告人による賠償であって、信託基金にディポジットされている金銭を利用する賠償ではなく、信託基金は被告人から被害者への賠償の仲介者の役割をするだけである。すなわち、裁判所は、信託基金による被害者への賠償を命じる権限を有するものではない。
- 信託基金を通じての賠償の形態としては、被害者個人に対するものの他、被害者集団への集団的賠償というものも許容される。
- 信託基金を通じての賠償に関する金員は、適当な国家その他の国際組織に移転される場合も存する。
- 被告人による被害者賠償とは全く別の観点から、政府・国際機関・個人等によりディポジットされた基金が被害者救済のために利用されることもある。

## 仕組み
基金の目的は金銭が被害者に行き渡るようにすることにある。この金銭は、時にはICCの命令で加害者から支払われる補償金の場合もあるために国際刑事裁判所規程（ローマ規程）の被害者の補償に関して定める第75条2項の規定により、ICCは受刑者に補償、賠償、または社会復帰のために必要と見積もられる金銭の支払いを命じることができる。
基金は、個人または集団に割り当てることが可能で、支払いは被害者個人か支援団体などの組織に充てることもできる。受刑者に裁判所の命じた金額を支払う能力がない場合、その受刑者は外部の資金源に頼ることができる。これには政府、国際機関または個人からの献金が含まれ、外部からの任意の献金については理事会による事前承認が必要である。

## 対象
基金による救済・補償の対象となる「被害者」には次の例が含まれる。
- 児童兵（少年兵）
- 強姦の被害者
- 心的外傷（トラウマ）などのカウンセリング治療が必要な個人
- 財産や生活を破壊された個人；
- 紛争や戦争によって破壊された村（復興目的）等

## 組織
基金は次の機構・組織によって監督・運営される。
- 監督組織: 書記局
  -  アンドレ・ラペリエール（André Laperrière）局長、カナダ、元WHO管理財務部門局長
- 運営組織: 被害者信託基金理事会（Board of Directors for Victims Trust Fund）- 5名
  1.  タデウシュ・マゾフシェ（Tadeusz Mazowiecki）、ポーランド、元首相 -東欧枠
  2.  シモーヌ・ヴェイユ（Simone Veil）、フランス、元国務相） - 西欧枠
  3.  デズモンド・ツツ（Desmond Tutu）、南アフリカ、名誉大主教） - アフリカ枠
  4.  アーサー・N・R・ロビンソン（Arthur N. R. Robinson）、トリニダード・トバゴ、元大統領 - 中南米枠
  5.  ブルガー・アルタンゲレル（Bulgaa Altangerel）、モンゴル、元国連全権大使） - アジア枠

## 規模
近年の基金規模の推移は次のとおり。
2006年8月29日時点）
- 基金総額: 1,630,237ユーロ（約2億5,657万円）
- 誓約金額: 275,000ユーロ（約4,328万円）

2007年1月22日時点
- 基金総額: 2,370,000ユーロ（約3億7,205万円）
- 誓約金額: 0ユーロ

## 募金
基金では市民の支援や募金を求めている。これに応じて以下のNGOが主に募金活動を行っている。
- 米国国連協会（United Nations Association of the United States of America）
- ヒューマンライツ・ファースト（Human Rights First）